# 스톤 (2013년 영화)
《스톤》은 2013년에 공개된 대한민국의 영화이다.

## 캐스팅
- 조동인 : 민수 역
- 김뢰하 : 남해 역
- 박원상 : 인걸 역
- 명계남 : 송원장 역
- 박민규 : 광팔 역
- 손종학 : 종태 역
- 조지환 : 상식 역
- 허준석 : 천수 역
- 김동곤 : 용배 역
- 소희정 : 경자 역
- 송석호 : 민수 선배(마공) 역
- 김영춘 : 본방꾼사내 역
- 조세래 : 상춘 역
- 한여울 : 도박장 여 알바 역
- 오광록 : 이수 역
- 박효준 : 광팔후배 역
- 백승철 : 대행사채무사장 역
- 한국진 : 포기각서채무남 역
- 차승호 : 영길부하 1 역
- 오화열 : 종태파 역
- 조민수 : 이태삼 역 (특별출연)
- 김영삼 : 바둑티비 해설자 역 (특별출연)
- 강나연 : 바둑티비 진행자 역 (특별출연)
- 김남훈 : (특별출연)